# Wintersdorf (Meuselwitz)

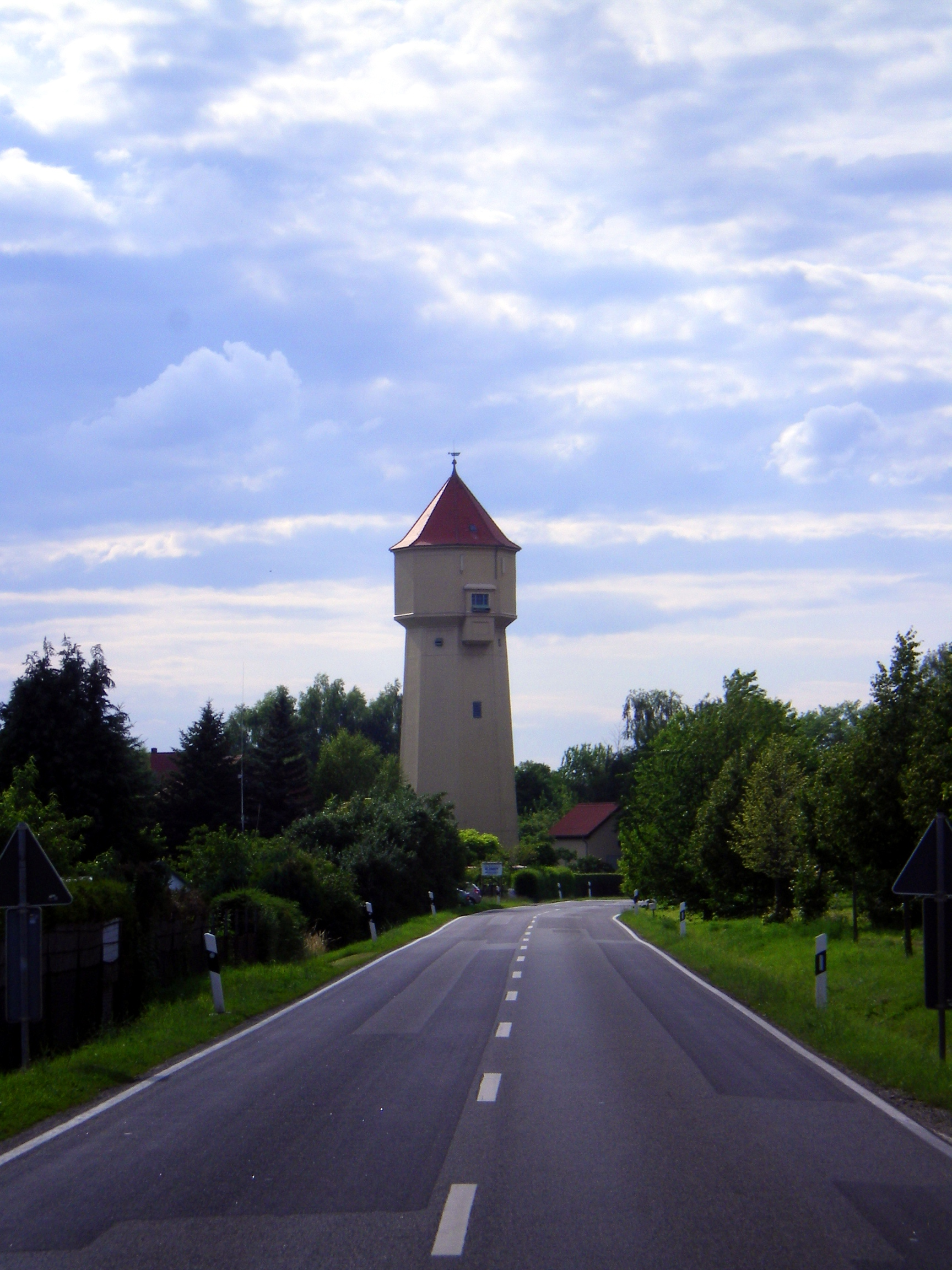
Zirndorfer Straße mit dem Wahrzeichen des Ortes, dem Wasserturm

Wintersdorf ist seit dem 1. Dezember 2007 mit ungefähr 2200 Einwohnern der größte Ortsteil der Stadt Meuselwitz im thüringischen Landkreis Altenburger Land. Historisch wuchs der Ort besonders im 19. Jahrhundert durch den Braunkohleabbau. Ein weiterer wichtiger Wirtschaftszweig war die Tabakherstellung.

## Geographie

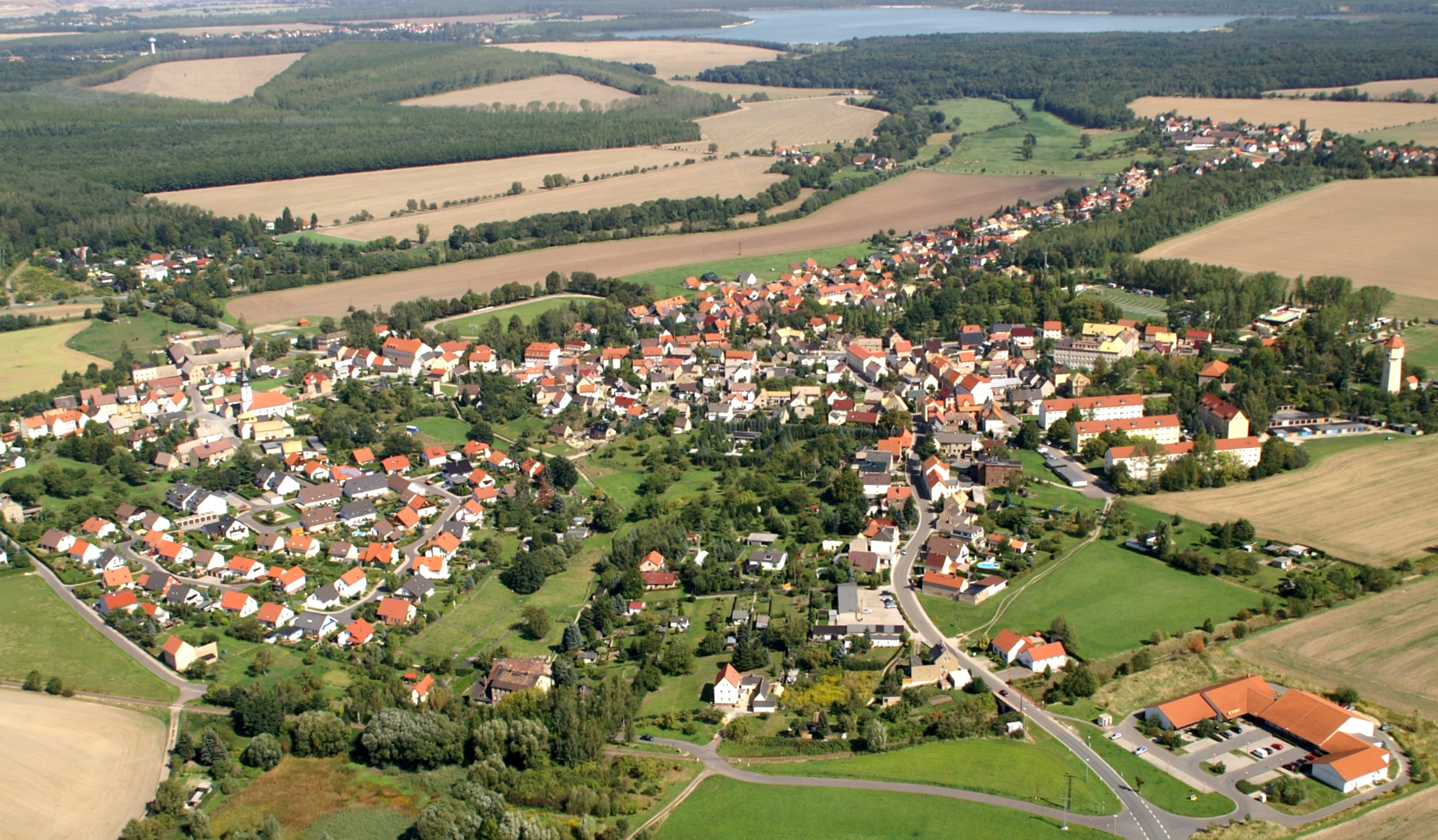
Blick über Wintersdorf

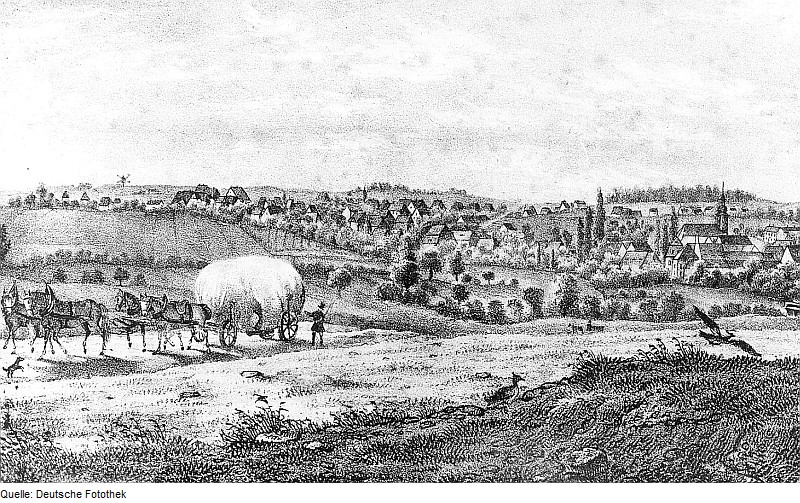
Blick vom Weißen Berg (Am Waldschlößchen) auf Wintersdorf

Wintersdorf befindet sich im Altenburg-Zeitzer Lösshügelland am Rande der Leipziger Tieflandbucht. Durch den Ort fließt die Schnauder. Nordöstlich des Ortes befindet sich der Kammerforst, im Norden der Luckaer Forst.

### Nachbargemeinden
Angrenzende Gemeinden der ehemaligen Gemeinde Wintersdorf sind (jeweils im Uhrzeigersinn, im Süden beginnend): Rositz, Kriebitzsch, Haselbach, Treben und Gerstenberg, sowie die Städte Altenburg, Meuselwitz und Lucka im Landkreis Altenburger Land und die Stadt Regis-Breitingen im sächsischen Landkreis Leipzig.

### Gliederung
Der ehemaligen Gemeinde Wintersdorf mit einer Fläche von 30,87 km² gehörten folgende Ortsteile an:
- die mit dem Hauptort verschmolzenen Orte Heukendorf, Pflichtendorf, Gröba (alle drei 1923) und Bosengröba (1957, gehörte vormals zu Ruppersdorf)
- Ruppersdorf aus dem Kreis Borna, 1957 eingemeindet, durch Braunkohlebergbau (Tagebau Ruppersdorf) abgebaggert
- Waltersdorf mit dem Ortsteil Neubraunshain, die 1973 eingemeindet wurden
- Lehma mit dem Ortsteil Trebanz, die am 1. Januar 1996 eingemeindet wurden und zum 30. Dezember 2008 nach Treben umgegliedert wurden[2]
- der Kammerforst mit einer Fläche von 12,43 km²

## Geschichte
Im Jahre 1181 wurde Wintersdorf erstmals urkundlich genannt im alten Zehntverzeichnis des Klosters Bosau bei Zeitz. Der Ort war damals ein Sackgassendorf. Die Dorfkirche wird erstmals 1619 erwähnt, das Pfarramt wurde 1663 errichtet. Wintersdorf gehörte zum wettinischen Amt Altenburg, welches ab dem 16. Jahrhundert aufgrund mehrerer Teilungen im Lauf seines Bestehens unter der Hoheit folgender Ernestinischer Herzogtümer stand: Herzogtum Sachsen (1554 bis 1572), Herzogtum Sachsen-Weimar (1572 bis 1603), Herzogtum Sachsen-Altenburg (1603 bis 1672), Herzogtum Sachsen-Gotha-Altenburg (1672 bis 1826). Bei der Neuordnung der Ernestinischen Herzogtümer im Jahr 1826 kam der Ort wiederum zum Herzogtum Sachsen-Altenburg. 1837 erfolgte die Vereinigung von Amts- und Gerichtsgemeinde. Nach der Verwaltungsreform im Herzogtum gehörte Wintersdorf bezüglich der Verwaltung zum Ostkreis (bis 1900) bzw. zum Landratsamt Altenburg (ab 1900). Juristisch war der Ort seit 1879 dem Amtsgericht Altenburg und seit 1906 dem Amtsgericht Meuselwitz unterstellt. Im 19. Jahrhundert entstanden mehrere Braunkohlebergbaubetriebe. In den Jahren von 1920 bis 1923 wurde die Bergarbeitersiedlung erbaut. Das Wintersdorfer Wahrzeichen ist der 1914/1915 errichtete Wasserturm.
Wintersdorf gehörte ab 1918 zum Freistaat Sachsen-Altenburg, der 1920 im Land Thüringen aufging. 1922 kam es zum Landkreis Altenburg. Zwischen 1908 und 1935 war südöstlich des Orts der „Tagebau Marie I (Waltersdorf)“ in Betrieb. Ihm folgte der nördlich anschließende „Tagebau Marie II (Wintersdorf)“ (1935 bis 1950) östlich von Wintersdorf. Seit 1942 bestanden vier Zwangsarbeiterlager mit insgesamt 382 Personen, die für die Gruben Fortschritt und Marie arbeiten mussten.
Einige Jahre vor der Einstellung der Braunkohleförderung im Tagebau „Marie II (Wintersdorf)“ wurde bereits 1944 der „Tagebau Marie III (Ruppersdorf)“ nördlich von Wintersdorf eröffnet. Ihm fiel in der Folgezeit der Nachbarort Ruppersdorf zum Opfer. Westlich dieses Tagebaus war zwischen 1940 und 1963 der "Tagebau Phönix-Ost in Betrieb. 1952 wurde Wintersdorf dem Kreis Altenburg im Bezirk Leipzig angegliedert. Nach der Auflösung der Gemeinde Ruppersdorf im Jahr 1957 wurden der verbliebene Rest des Orts und der Ortsteil Bosengröba durch Umgliederung aus dem Kreis Borna Ortsteile von Wintersdorf. In den 1980er Jahren war die Wiederaufnahme des Braunkohleabbaus geplant, welche aber nicht zur Ausführung kam. Dem vorgesehenen „Tagebau Meuselwitz“ zwischen Meuselwitz und Rositz hätte auch ein Teil von Wintersdorf und einige Ortsteile weichen müssen.
Im Jahr 1990 kam Wintersdorf mit dem Landkreis Altenburg wieder zu Thüringen. 1994 erfolgte die Angliederung an dem Landkreis Altenburger Land. Im März 2007 wurde auf einer gesonderten Gemeinderatssitzung die Eingliederung in die Nachbarstadt Meuselwitz beschlossen. Sie wurde zum 1. Dezember 2007 vollzogen.

### Eingemeindungen
| Ehemalige Gemeinde | Datum                            | Anmerkung                                                |
| ------------------ | -------------------------------- | -------------------------------------------------------- |
| Bosengröba         |                                  | Eingemeindung nach Ruppersdorf                           |
| Gröba              | 1923                             | Eingemeindung nach Wintersdorf                           |
| Heukendorf         | 1923                             | Eingemeindung nach Wintersdorf                           |
| Lehma              | 1. Januar 1996 30. Dezember 2008 | Eingemeindung nach Wintersdorf, Umgliederung nach Treben |
| Neubraunshain      | 1. Juli 1950                     | Eingemeindung nach Waltersdorf                           |
| Pflichtendorf      | 1923                             | Eingemeindung nach Wintersdorf                           |
| Ruppersdorf        | 1. Januar 1957                   | Eingemeindung nach Wintersdorf                           |
| Trebanz            | 1. Juli 1950 30. Dezember 2008   | Eingemeindung nach Lehma, Umgliederung nach Treben       |
| Waltersdorf        | 1. Januar 1973                   | Eingemeindung nach Wintersdorf                           |
| Wintersdorf        | 1. Dezember 2007                 | Eingemeindung nach Meuselwitz                            |

### Einwohnerentwicklung
Entwicklung der Einwohnerzahl (Stand jeweils 31. Dezember):
| - 1994: 2527 - 1995: 2536 - 1996: 2987 - 1997: 2988 - 1998: 3054 | - 1999: 3068 - 2000: 3049 - 2001: 3057 - 2002: 3039 - 2003: 3009 | - 2004: 2984 - 2005: 2934 - 2006: 2873 - 2009: 2210 |

 Datenquelle: Thüringer Landesamt für Statistik

## Politik

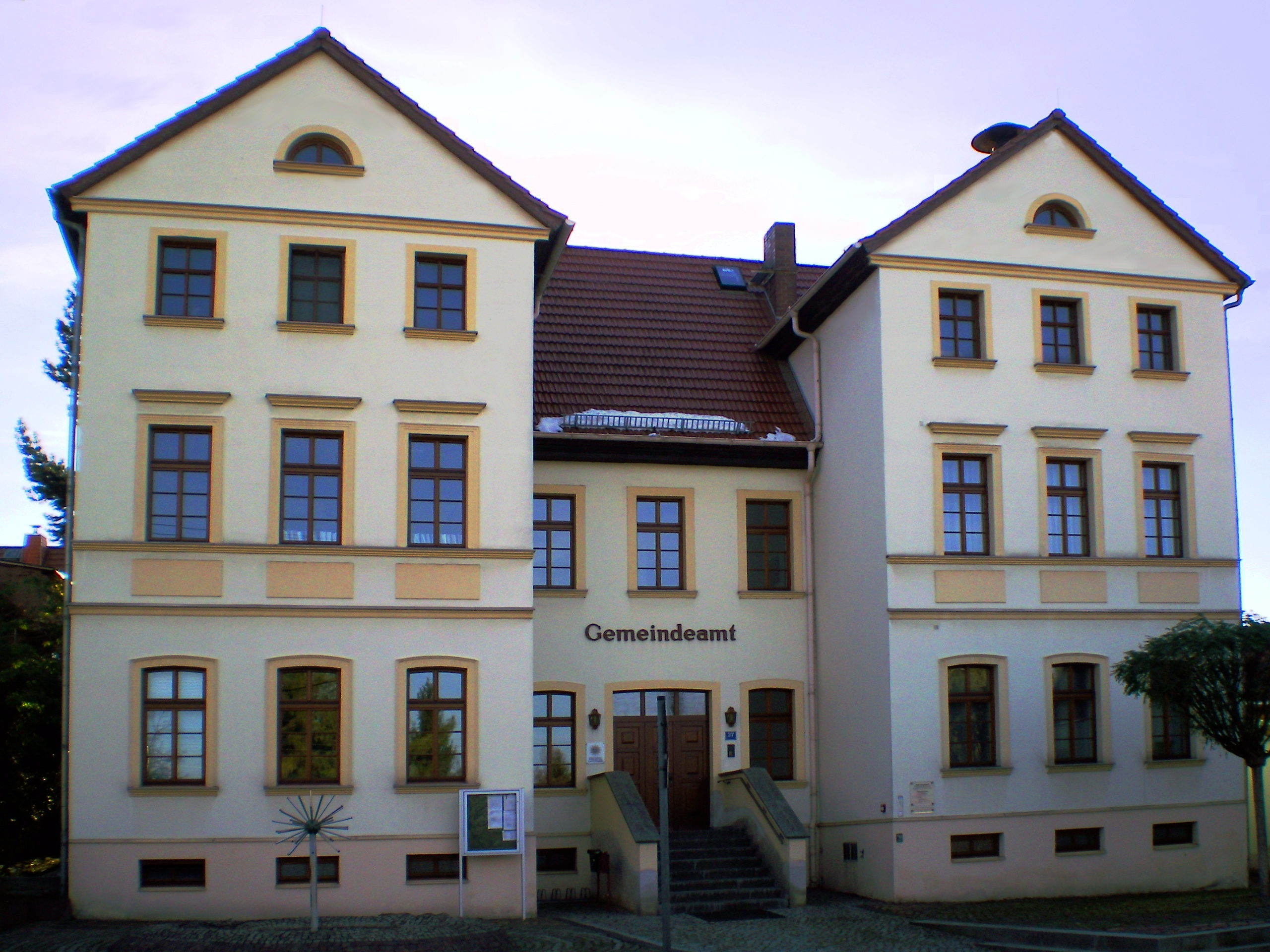
Ehemaliges Gemeindeamt

### Wappen
Wie viele Wappen der Städte und Gemeinden des Altenburger Landes wurde auch hier das Wintersdorfer Wappen nach den Gesetzen der historischen Hilfswissenschaft Heraldik (Wappenkunde) geschaffen. Nach einem von Staatsarchiv Weimar mit dem Landesamt für Denkmalspflege und Heimatschutz geführten Schriftwechsel nahm die Gemeinde Wintersdorf 1937 das Wappen an. Im oberen Teil vom Wappen befindet sich Schlegel und Eisen, woran man erkennt, dass Wintersdorf nicht nur ein Bauerndorf mit Landwirtschaft, Schafzucht und Wollkämmerei war, sondern seit Mitte des 19. Jahrhunderts immer stärker vom Braunkohlenbergbau geprägt wurde.
Die Neugestaltung des Dienstsiegels, welche nach der Aussage des Altlehrers und Ortschronisten A. Junghanns 1950 der Altenburger Künstler Paulik in Auftrag nahm, ist zweifellos nach der Vorlage des alten Wappens erfolgt. In alten Zeiten, als in Wintersdorf noch die Zigarrenindustrie dominierte, wünschten sich viele Menschen, dass, falls Wintersdorf einmal Stadt werde, auch die Zigarre im Wappen erscheint.

### Ortsname und Gemeindepartnerschaft
Wintersdorf kommt in Deutschland viermal vor, jeweils als Ortsteile von Kommunen. So wird mit zwei dieser Städte seit 1990 eine Gemeindepartnerschaft unterhalten, nämlich zu Zirndorf/Franken und zu Rastatt/Baden.

## Verkehr
Südlich von Wintersdorf verläuft die Bundesstraße 180. Zwischen 1891 und 1976 hatte Wintersdorf einen Haltepunkt an der Bahnstrecke Gaschwitz–Meuselwitz. An der als Museumsbahn betriebenen Bahnstrecke Regis-Breitingen–Meuselwitz besitzt der Ort ebenfalls eine Station.

## Kultur und Sehenswürdigkeiten

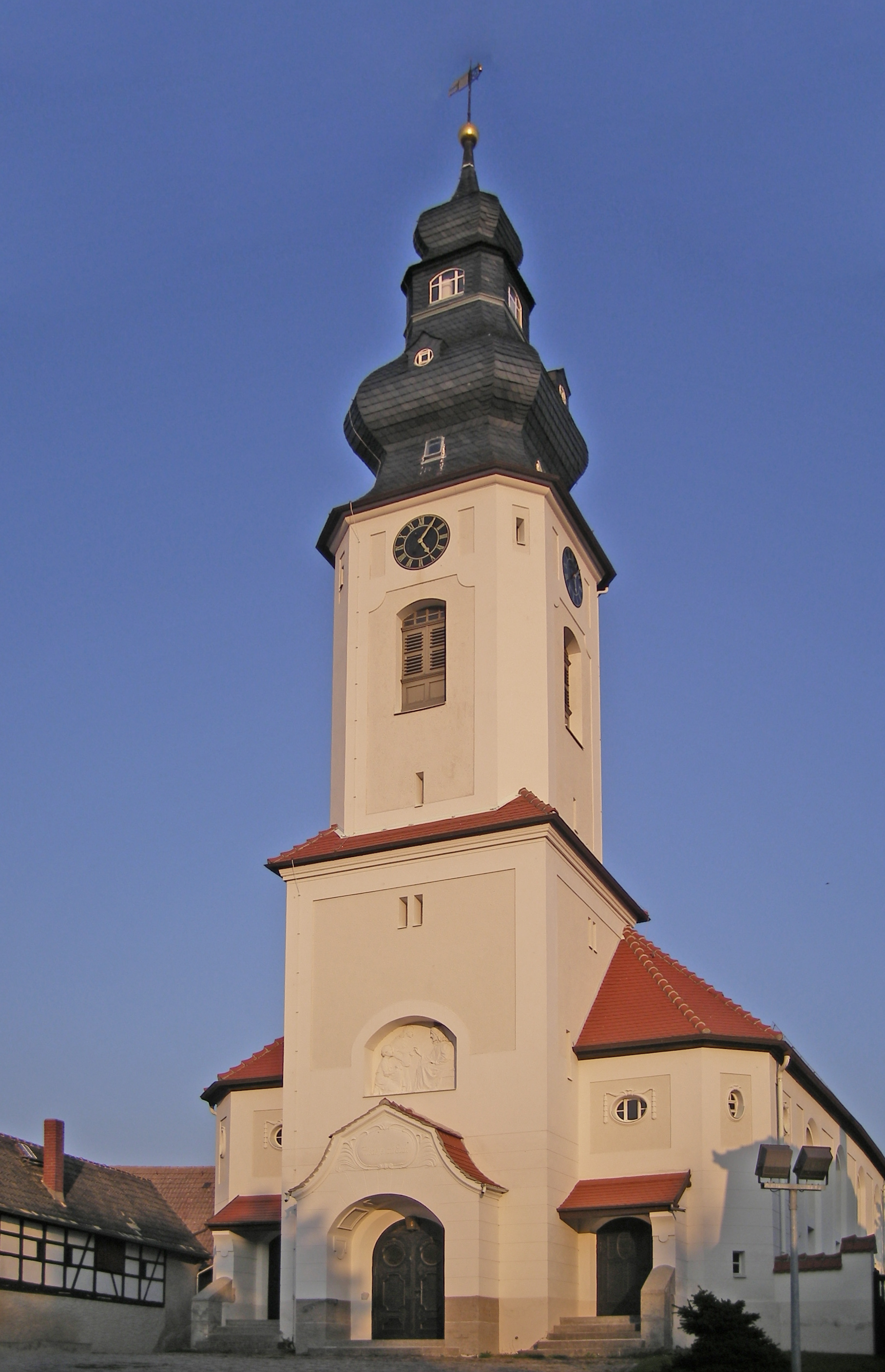
Walpurgakirche

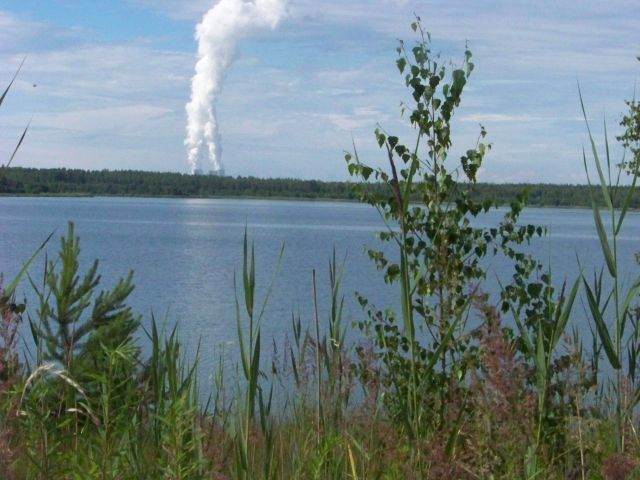
Haselbacher See

- Die Walburgakirche wurde 1907 im Jugendstil erbaut und steht im historischen Ortskern. Errichtet wurde sie nach Entwurf des sachsen-altenburgischen Staatsbaudirektors Alfred Wanckel. Die Ausstattung stammt zum größten Teil aus der Bauzeit.[10][11]
- Ca. 4 km nordöstlich des Ortsteils erstreckt sich der Haselbacher See. Sein Wintersdorfer Ufer ist von der Ortsmitte aus auf der Gröbaer Straße in Richtung Ramsdorf erreichbar. Am Ortsausgang führt die Straße ins Schnaudertal hinab und danach in den Kammerforst hinein mit ausgeschilderten Rad- und Wanderwegen.
- Rechtsseitig liegt der Öltsch (mundartlich Erlcht, also Erlenholz) – ein Flächennaturdenkmal entlang des Bächleins Schnauder am Nordrand des Forstes. Noch vor der gesperrten alten Schnauderbrücke nach Ruppersdorf ist rechtsseitig der Eintritt in das Naturschutzgebiet über einen Hohlweg möglich. Anfang Mai blühen dort Aronstab und andere seltene, geschützte Wildpflanzen. Linksseitig befinden sich die Reste des Bauerndorfes Ruppersdorf, das 1956 für den Braunkohlenabbau abgebaggert wurde.
- In Richtung Ramsdorf werden nach Verlassen des Waldes linker Hand die Wildenhainer Schnauderwiesen bis an den Ostrand des Öltschs hin überblickbar. Eine schmale Fahrstraße im Ortsteil Gröba (1181 urkundlich erwähnt) führt rechts in die Schnauderwiesen hinein. An der Schnauderbrücke wird die Maus erreicht, der Ortsteil Bosengröba (1277 urkundlich erwähnt), in dem bis in die 1950er Jahre eine Wassermühle betrieben wurde.
- Rechtsseitig der Straße liegt das Waldschlößchen, ein Ortsteil nahe der Schnauder, benannt nach einem ehemaligen Garten-Restaurant, mit Lindengarten.
- In Wintersdorf befindet sich ein Haltepunkt der Bahnstrecke Regis-Breitingen–Meuselwitz und ein Reiterhof.
- Große Veranstaltungen sind beispielsweise das Drachenbootrennen, das Dorffest oder das JAAS Festival.

## Persönlichkeiten

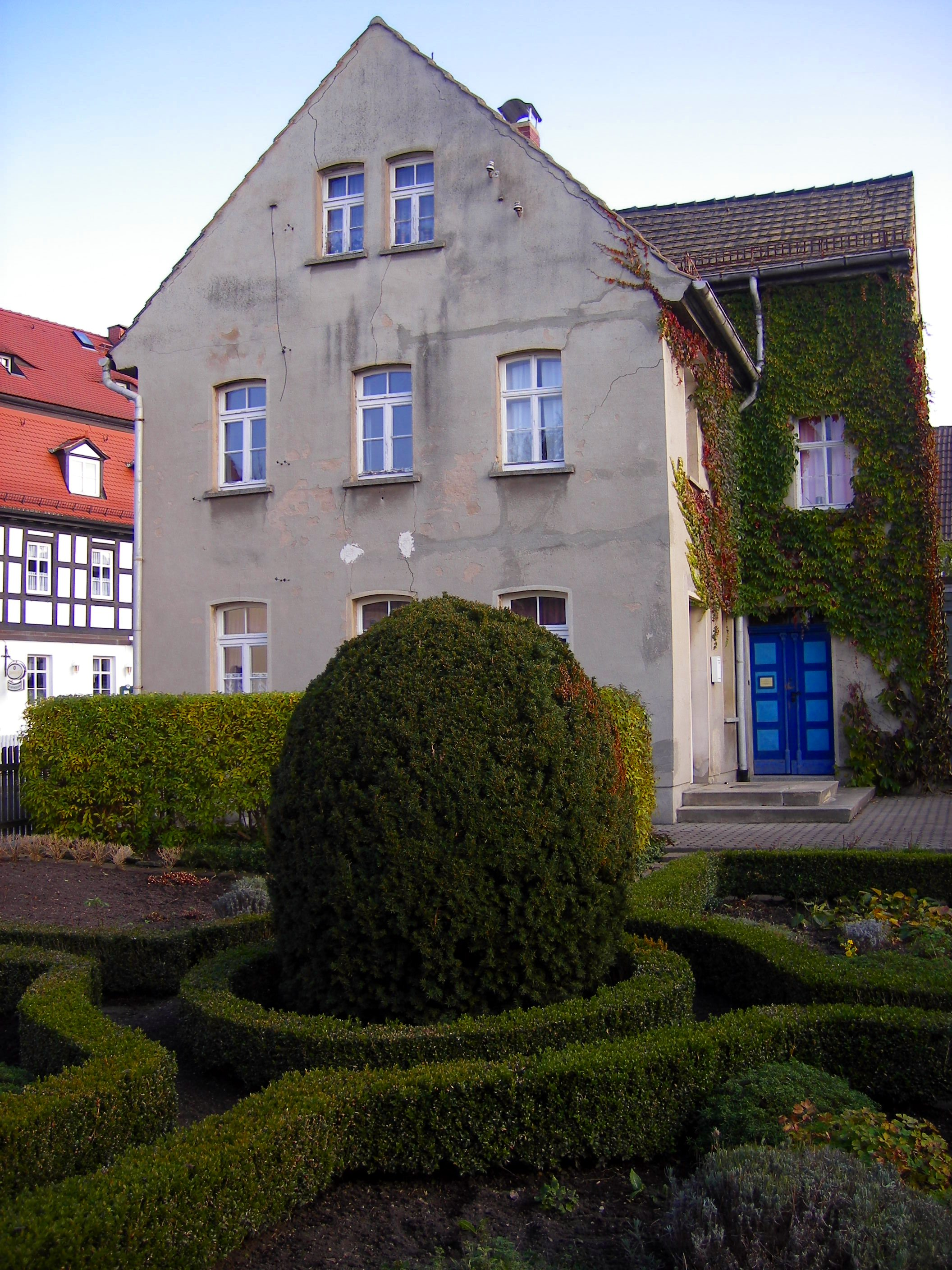
Alfred-Ahner-Geburtshaus

### Söhne und Töchter der Gemeinde
- Ernst Fritsche (1850–1905), Oberlehrer und Heimatforscher
- Moritz Köhler (1855–um 1920) Musiker, Komponist und Dirigent[12]
- Ernst Daube (1869–1956), Schriftsteller und Dichter
- Alfred Ahner (1890–1973), Maler und Zeichner; seit 1962 Ehrenbürger
- Alfred Schmidt (1891–1985), kommunistischer Politiker und Gewerkschafter
- Siegfried Fischer (* 1934), DDR-Diplomat, Handelsrat und Botschafter in Japan (1973–1979)
- Lothar Gentsch (1935–2020), Fußballspieler